# Le Renard et la Belette
Le Renard et la Belette is een Franstalige single van de Belgische band Laïs uit 2002.
Het is een traditioneel nummer dat zijn oorsprong vindt in de middeleeuwse muziek. 
Het tweede nummer op de single was Belle. Het liedje verscheen op het album Dorothea uit 2001.

## Meewerkende artiesten
- Producer: 
  - Fritz Sundermann
- Muzikanten:
  - Annelies Brosens (zang)
  - Bart De Cock (nyckelharpa)
  - Nathalie Delcroix (zang)
  - Jorunn Bauweraerts (zang)
  - Bart De Nolf (basgitaar, contrabas)
  - Fritz Sundermann (gitaar, harmonium, mandolinecello)
  - Hans Quaghebeur (accordeon, draailier, fijfer)
  - Ludo Vandeau (zang)
  - Michel Seba (percussie)
  - Ron Reuman (drums, percussie, programmatie)